# Pandanus spiralis
Pandanus spiralis là một loài thực vật có hoa trong họ Dứa dại. Loài này được R.Br. miêu tả khoa học đầu tiên năm 1810.